# TORU

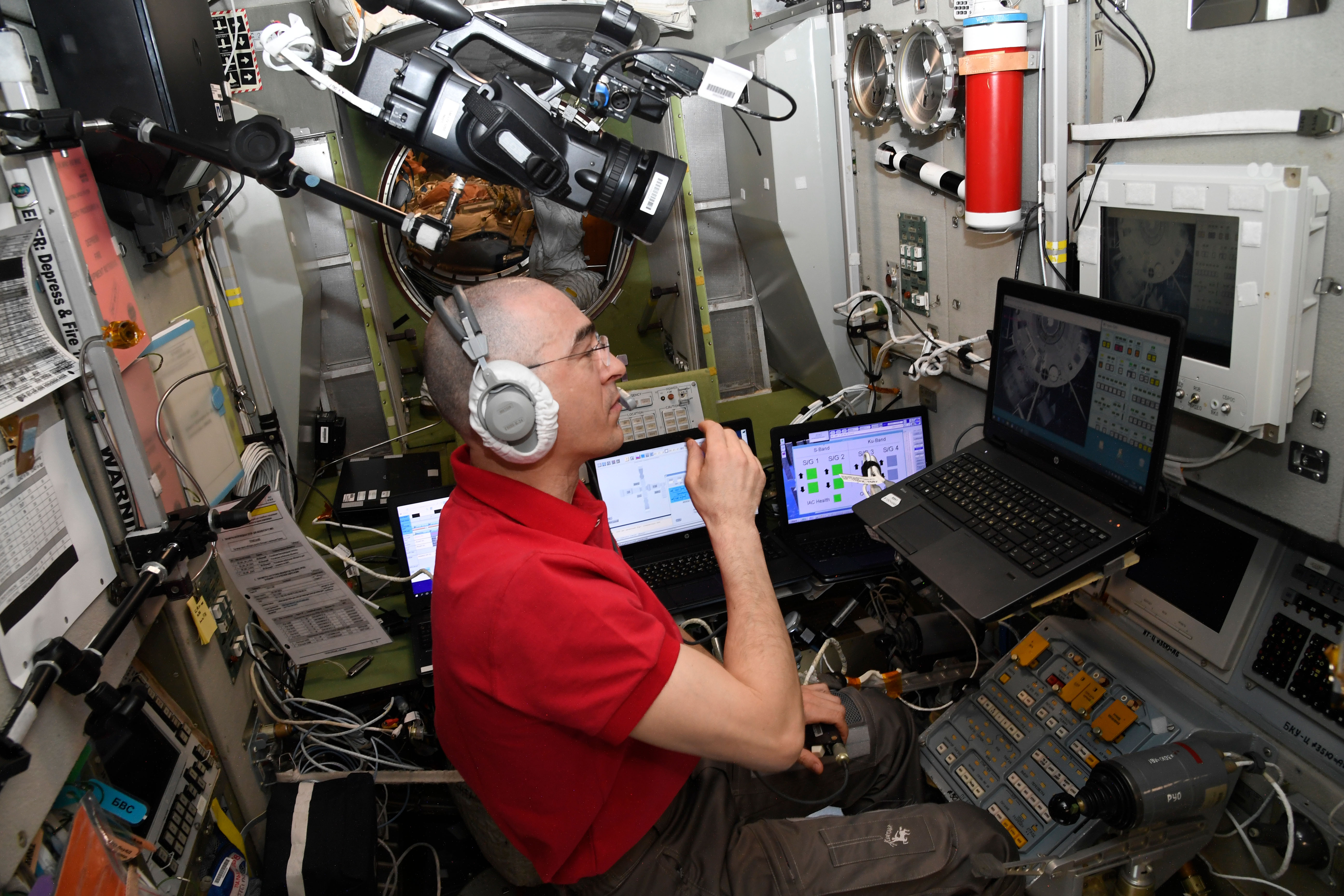
Il cosmonauta Anatolij Ivanišin si esercita all'attracco di un veicolo Progress con il sistema TORU dal modulo Zvezda della Stazione spaziale internazionale

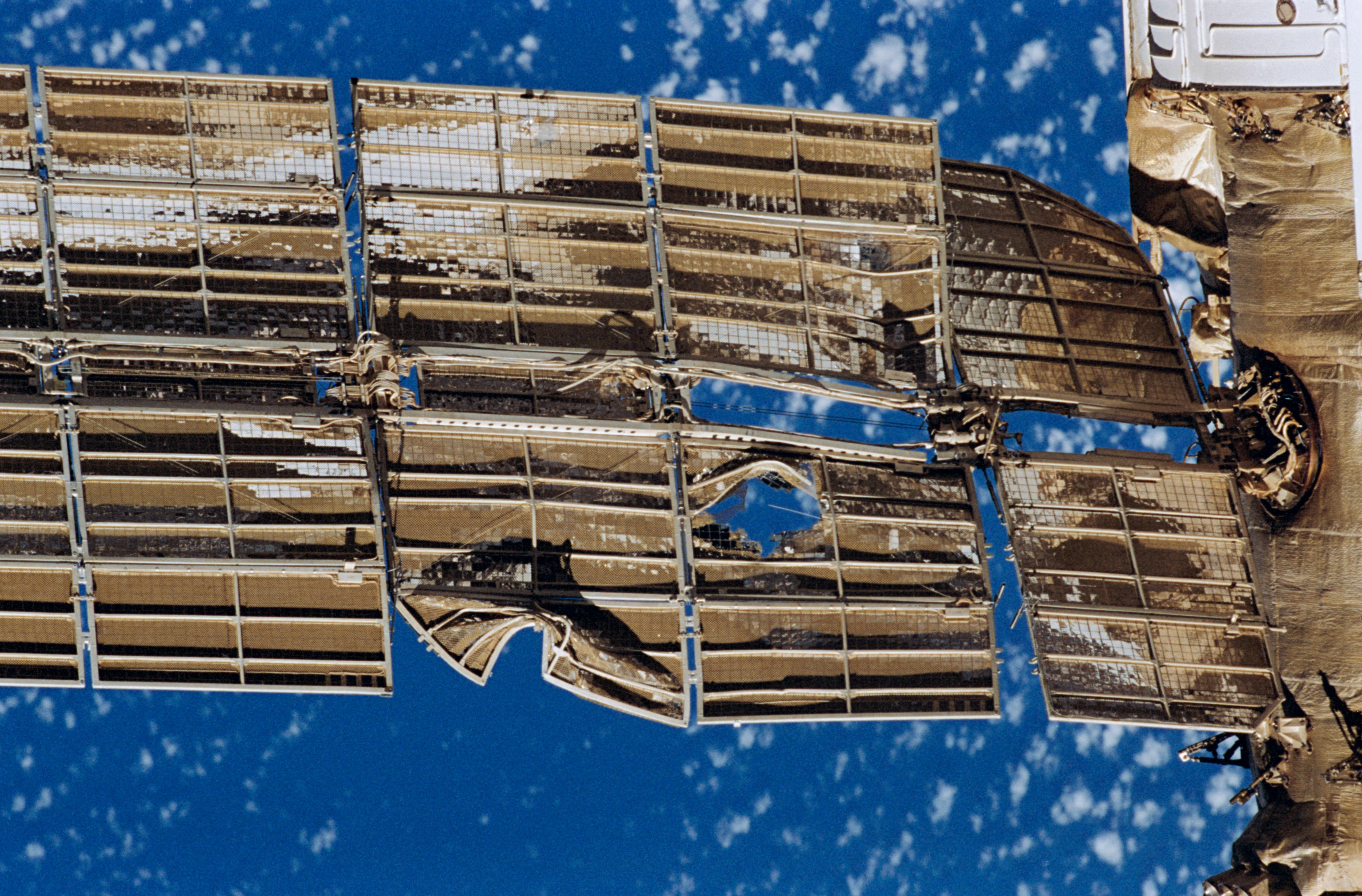
I pannelli solari del modulo Spektr dopo la collisione alla Mir durante il test al sistema TORU

Il TORU (in russo Телеоператорный Режим Управления?, letteralmente Modalità di controllo teleoperata) è un sistema di attracco manuale dei veicoli spaziali russi Sojuz e Progress che funge da backup per il sistema di attracco automatico Kurs. Venne utilizzato sulle precedenti stazioni spaziali Mir e Saljut ed è attualmente in uso sulla Stazione spaziale internazionale.

## Descrizione
Il sistema TORU divenne noto al pubblico nel 1997 quando venne utilizzato durante l'approccio manuale della Progress M-34 verso la Mir che finì con una pericolosa collisione. TORU è costituito da due joystick utilizzati per pilotare manualmente il veicolo spaziale; il joystick di sinistra controlla il movimento del veicolo (traslazione) mentre il joystick destro il suo orientamento (rotazione). Il sistema include anche una telecamera montata sul veicolo spaziale che sta attraccando e fornisce un feedback visivo ai cosmonauti che pilotano il veicolo dalla stazione spaziale. TORU trasferisce anche i suoni dal veicolo spaziale che possono fornire informazioni indirette sul processo di attracco. Quando i veicoli sono sufficientemente vicini durante l'attracco da rendere insignificante il ritardo del segnale, i cosmonauti affermano che il sistema TORU ha un certo ritardo quando si manovra il veicolo dalla stazione spaziale in modalità remoto.
TORU venne testato per la prima volta nel 1993 con il veicolo spaziale cargo Progress M-15 e utilizzato l'anno successivo per attraccare la Progress M-24 (dopo due tentativi falliti del Kurs).
Nonostante la collisione del 1997, nello stesso anno venne usato nuovamente per attraccare il successivo veicolo Progress, Progress M-35, dopo il guasto del computer a bordo della Mir.